# Thelypteris cornuta
Thelypteris cornuta là một loài thực vật có mạch trong họ Thelypteridaceae. Loài này được (Maxon) Ching miêu tả khoa học đầu tiên năm 1941.